# Corneliu Manescu
Corneliu Manescu, född den 6 februari 1916 i Ploiești, död den 26 juni 2000 i Bukarest, var en rumänsk politiker.

## Biografi
Efter avslutad gymnasieutbildning i Ploiești studerade han 1936–1940 utländsk juridik och ekonomi vid universitetet i Bukarest, där han gick med i kommunistpartiet. Han började då också skriva artiklar för olika vänsterpublikationer. Han var ledare för Bukarests kommunistiska studentorganisation till 1940.
År 1944 arbetade han vid Centrala statistikbyrån, och 1948 utsågs han till en av viceministrarna i försvarsministeriet, med rang av överstelöjtnant. År 1952 utsågs han chef för arméns centrala stab, och 1959 som chef för högre politiska avdelningen av armén, med rang av generalmajor. 
År 1960 blev Mănescu direktör för politiska avdelningen i utrikesministeriet. Från 1960 till 1961 tjänstgjorde han som ambassadör i Ungern. Han utsågs sedan, i mars 1961, till utrikesminister, en tjänst som han innehade till 1972. Andra viktiga poster han hade var som ordförande för den rumänska gruppen i Interparlamentariska unionen och ambassadör i Frankrike (1977–1982).
Mănescu, som blev medlem i kommunistpartiets centralkommitté 1965, var den första kommunisten som var ordförande i FN:s generalförsamling.
I mars 1989 undertecknade han tillsammans med fem andra kommunistiska dignitärer (Gheorghe Apostol, Alexandru Bârlădeanu, Silviu Bručan, Constantin Pîrvulescu och Grigore Răceanu), ett öppet brev  kallat Scrisoarea celor sase. Efter den rumänska revolutionen i december 1989 ingick han i det interimistiska råd som ledde Rumänien till dess att val kunde hållas, vilket var i maj 1990.